# Clionella subventricosa
Clionella subventricosa é uma espécie de gastrópode do gênero Clionella, pertencente a família Clavatulidae.